# Jupiterova masa
Jupiterova masa je jedinica mase jednaka ukupnoj masi planeta Jupitera Ova se vrijednost može odnositi samo na masu planeta ili na masu cijelog Jupiterovog sustava, uključujući Jupiterove mjesece. Jupiter je daleko najmasivniji planet Sunčevog sustava. Približno je 2,5 puta masivniji od svih ostalih planeta u Sunčevom sustavu zajedno.
Jupiterova masa uobičajena je jedinica mase u astronomiji koja se koristi za označavanje masa drugih objekata slične veličine, uključujući vanjske planete i ekstrasolarne planete. Može se koristiti i za opisivanje masa smeđih patuljaka, jer ova jedinica pruža prikladnu ljestvicu za usporedbu. 

## Trenutne najbolje procjene
Trenutačno najpoznatija vrijednost za masu Jupitera može se izraziti kao 1 898 130 jotagrama: 
{\displaystyle M_{\mathrm {J} }=(1.89813\pm 0.00019)\times 10^{27}{\text{ kg}},}
što je oko 1/1000 mase Sunca (oko 0.1%): 
{\displaystyle M_{\mathrm {J} }={\frac {1}{1047.348644\pm 0.000017}}M_{\odot }\approx (9.547919\pm 0.000002)\times 10^{-4}M_{\odot }.}
Jupiter je 318 puta masivniji od Zemlje: 
{\displaystyle M_{\mathrm {J} }=3.1782838\times 10^{2}M_{\oplus }.}

## Implikacije
Teoretski modeli pokazuju da bi se, ako bi Jupiter imao puno veću masu nego što je trenutno, njegova atmosfera bi se urušila, a planet smanjio. Za male promjene u masi, polumjer planeta se ne bi mijenjao znatno, već iznad oko 500 M⊕ (1,6 mase Jupitera) unutrašnjost bi postala toliko stješnjena pod povećanim tlakom da bi se planetni volumen smanjivao usprkos sve većoj količini materije. Kao rezultat toga, smatra se da Jupiter ima otprilike velik promjer koliko planet u svom sastavu i evolucijskoj povijesti može postići. Proces daljnjeg skupljanja s povećanjem mase nastavio bi se sve dok se ne postigne nuklearnu reakciju, kao kod smeđih patuljaka koji imaju oko 50 Jupiterovih masa. Jupiter bi trebao biti oko 75 puta masivniji da počne fuzirati vodik i postane zvijezda.

## Sastav
Većinu Jupiterove mase čine vodik i helij. Ova dva elementa čine više od 87% ukupne mase Jupitera. Ukupna masa teških elemenata koji nisu vodik i helij na planetu je između 11 i 45 Zemljinih masa. Glavnina vodika na Jupiteru je kruti vodik. Dokazi sugeriraju da Jupiter sadrži središnju gustu jezgru. Ako je to slučaj, predviđa se da masa jezgre neće biti veća od oko 12 Zemljinih masa. Točna masa jezgre je nepoznata zbog relativno slabog poznavanja ponašanja krutog vodika pri vrlo visokim tlakovima.